# 石和宮
24°56′04″N 120°59′53″E / 24.934457°N 120.998024°E
石和宮，是位於臺灣新竹縣新豐鄉埔和村的石頭公廟，建廟由來是當地人在1980年代挖到狀似人形的石頭。

## 傳說
新豐鄉後湖、埔和村交界處古稱「石人埔」，又名「石人頭」。此處為坡度甚陡的小山，牛車在經過時斷軸，村民懷疑是這裡一顆似巨人形的石頭作怪。
老村民們說該地有一顆巨人石頭，身體灰色，頭比一般銅像大，眼睛窟窿約一吋深，嘴形依稀看得出，身上還有肋骨，敲時有轟然聲。每逢天將下雨，該石還會吐出煙霧。一日迅雷，石巨人被雷劈成三截，頭落到坡頭村紅毛港附近，身體留在後湖村附近，腳則失蹤。
另一傳說版本是有人駕著牛車行經此地，對著此人形石頭解便。當他要繼續趕路時，卻發現牛喚不動，遂匆忙到村裡買銀紙向石頭撒去作祈求，從此以後這顆石頭竟消失無蹤。

## 挖掘
1985年，池和宮乩童對眾人說埔和村的石頭公受難時間已結束，將出來救世，便直奔埔和村一塊空地，指示村人出動挖土機挖掘。後湖村、埔和村民先對池府王爺擲茭，決定該年9月25日清晨3點起開挖，在鄉長謝彩鳴的監督下對大溝渠挖掘，約凌晨4時45分發現一塊圓卵石，直到上午8時許，才清理完畢。村民將該石視為石人的身體，隨即在該處興蓋帳棚，虔誠膜拜。同月26日，大批民眾前往，並有信徒提議捐錢蓋廟。鄉公所即刻與輔仁大學教授衛聚賢聯絡。
趕到現場的衛聚賢認為初看之下，石頭並不太像傳說中的巨人化石，因為除了頸部稍有圓弧狀外，腰下並無斷腿痕跡。對村民有意奉祠，他並無意見。衛教授表示從新竹縣教育局獲得補助新台幣一萬元，預訂次月10日在紅毛港挖掘，若挖到巨人頭，才能證明百年巨人化石傳說為真。次月20日晚，鄉民請鄉長在池和宮抽籤，擇定該晚上11時起，在坡頭村松樹林內挖掘石人頭，但一直挖到次日上午，仍無所獲，決定擇期再挖。
石和宮廟方說石身出土後，當地人士積極尋找頭部，甚至由當地李姓人家協助，但仍沒結果，且疑因動怒山神，致使李姓人家不順遂，開挖遂中斷。之後有建商在附近開挖，挖到極似頭形的石頭，放置路邊竹林，被竹林女主人的兒子拿給廟方。1986年，信眾擇日將兩石接合，於1997年建廟祭祀。

## 祭祀
廟方尊稱此合體的石頭為「石人公」、「文武帝君」。以農曆八月十六為誕辰。
2015年誕辰祭祀時，石和宮主委洪華駿主祭引領下，縣議會議長張鎮榮、議員吳傳地、鄉代會主席許秋澤和多名鄉代等上百人與會祝壽，無黨籍立委參選人鄭永金等人也到場。

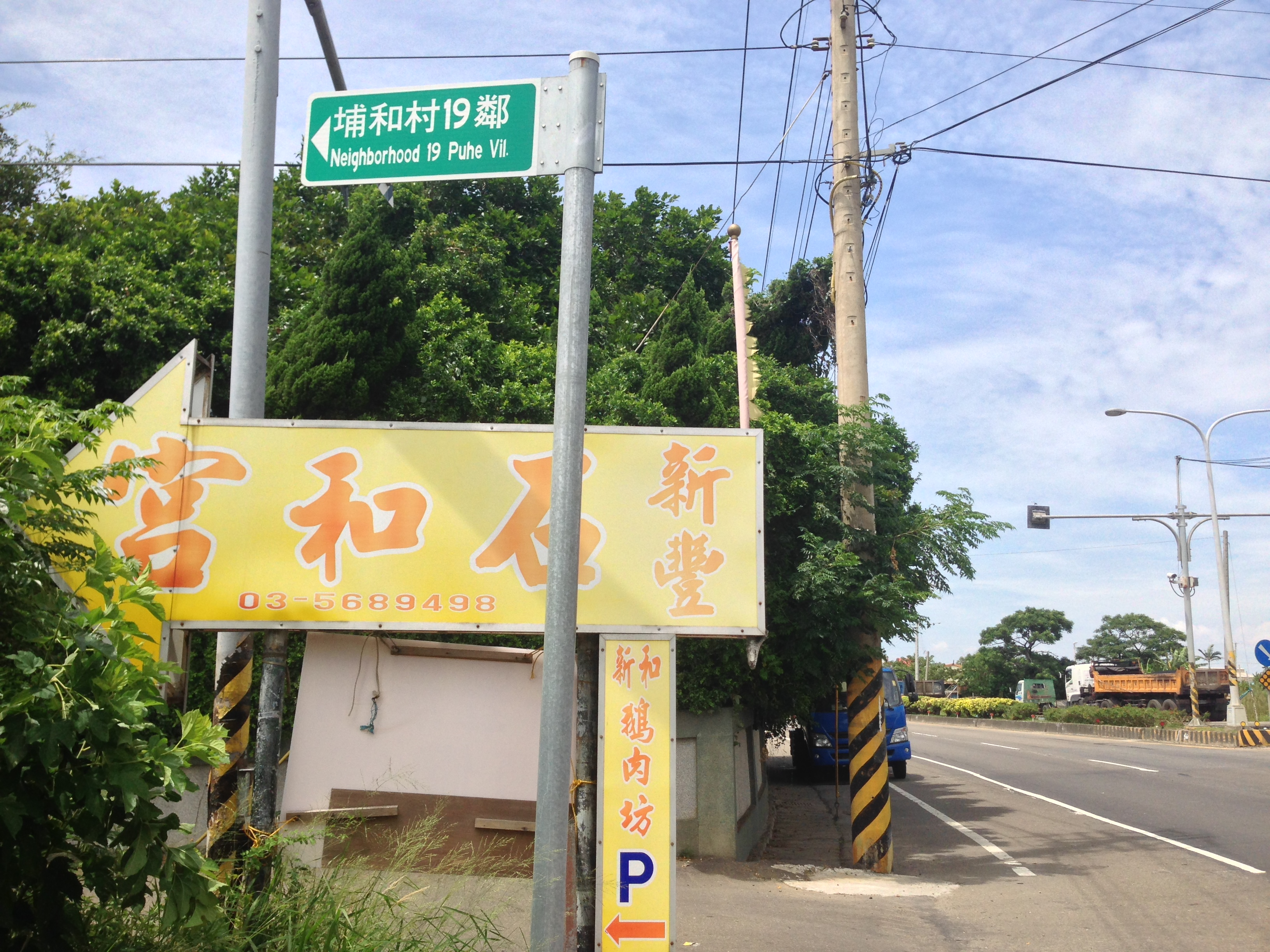
路牌
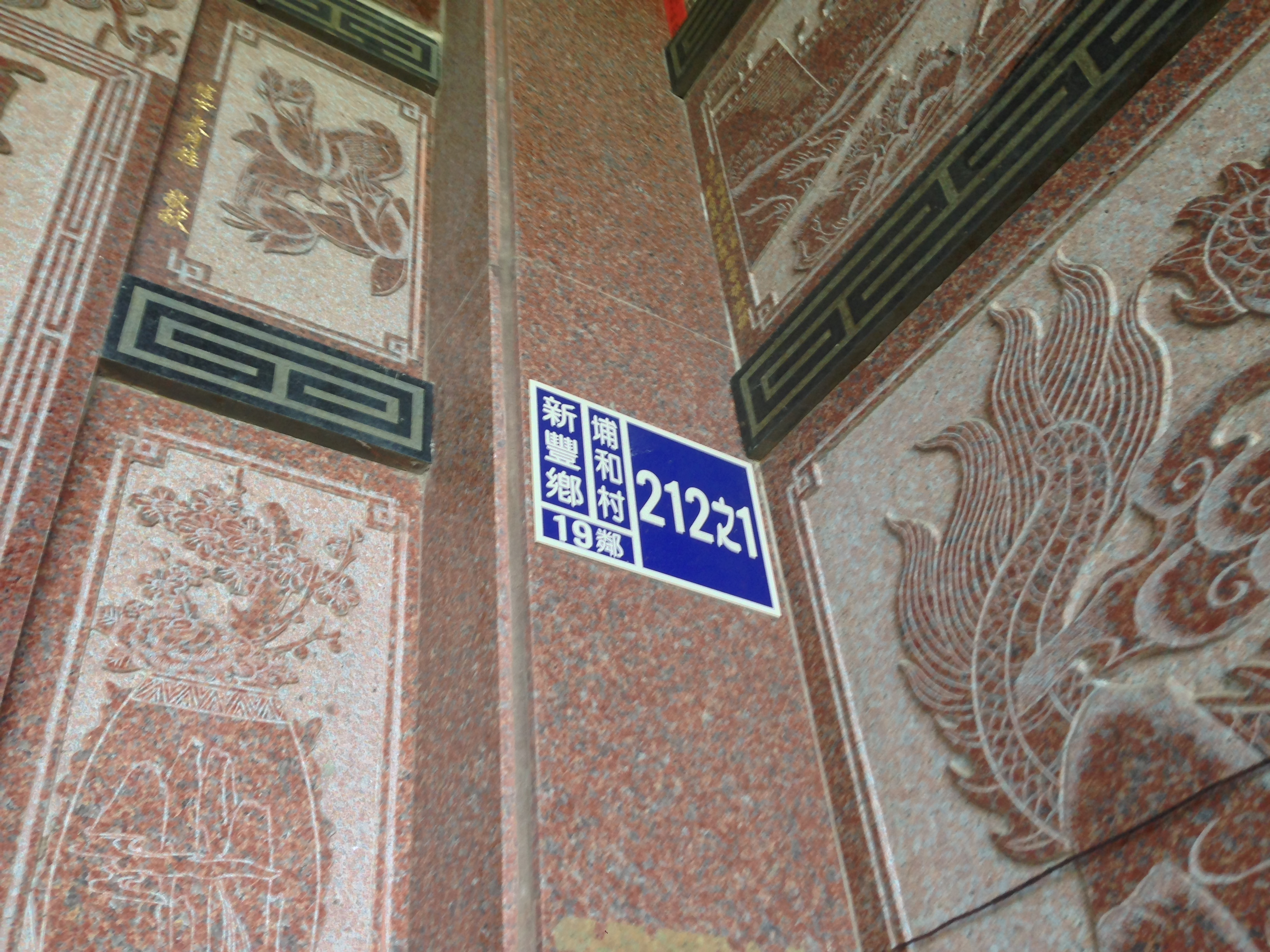
門牌為埔和村19鄰212之1號。
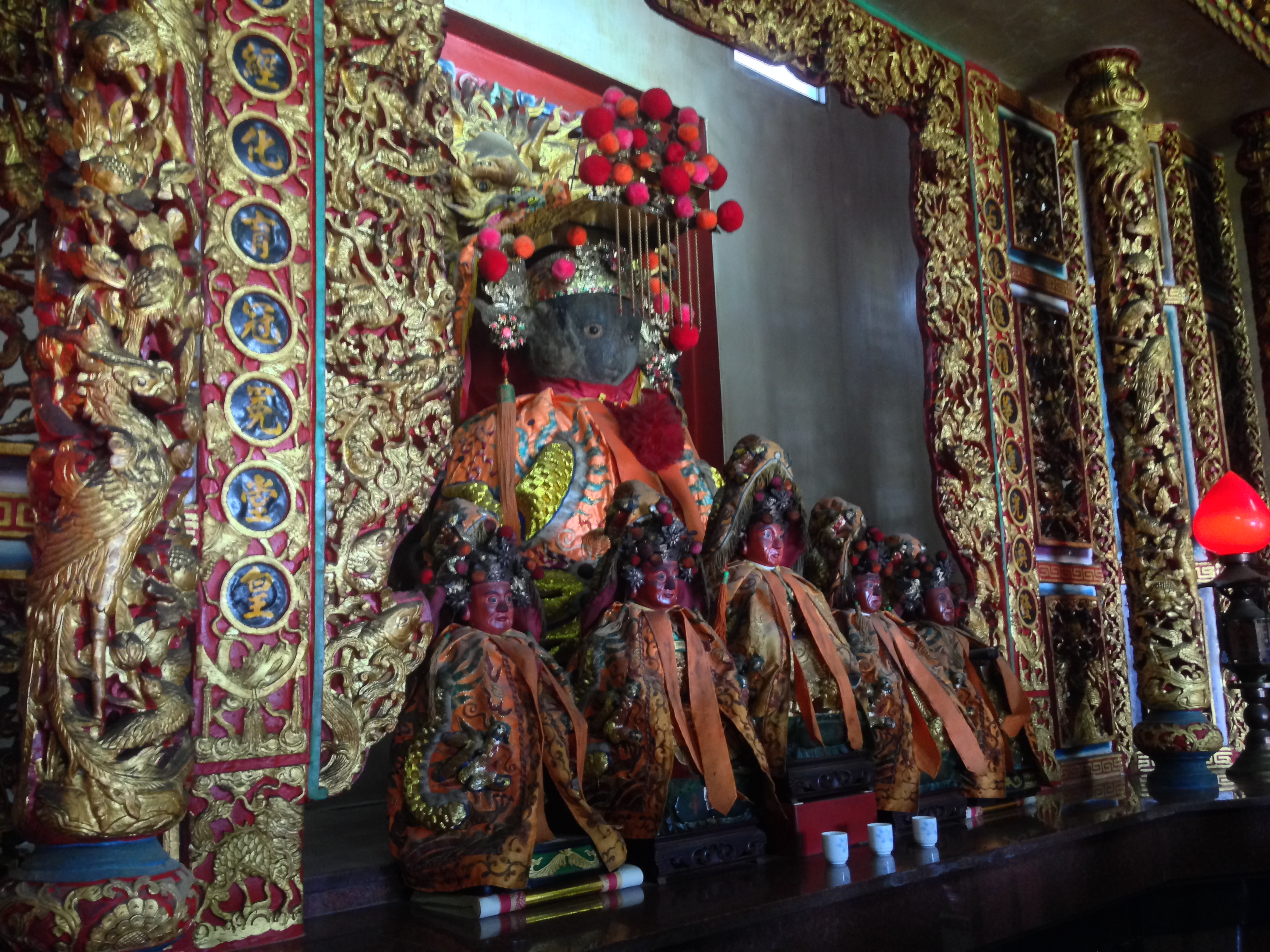
石人公